# Peter Tchernyshev
Peter Tchernyshev (russisch Пётр Андреевич Чернышёв, * 6. Februar 1971 in Leningrad, Sowjetunion), deutsch auch Pjotr Andrejewitsch Tschernyschow, ist ein Eiskunstläufer, der zu Beginn seiner Laufbahn für die Sowjetunion im Einzellauf startete. Nach einer Verletzung wechselte er zum Eistanz. Ab 1996 trat er mit Naomi Lang als Partnerin für die Vereinigten Staaten an. Zusammen wurden sie in den Jahren 2000 und 2002 Vier-Kontinente-Meister im Eistanz. Sie nahmen ebenfalls an den Olympischen Winterspielen 2002 und an fünf Weltmeisterschaften teil.
Peter Tchernyshev war in erster Ehe mit der sowjetischen Eiskunstläuferin Natalja Walerjewna Annenko verheiratet. Nach der Scheidung heiratete er 2008 die Schauspielerin Anastassija Jurjewna Saworotnjuk (1971–2024), mit der er eine gemeinsame Tochter hatte.

## Ergebnisse
Zusammen mit Naomi Lang als Vertreter der USA
| Meisterschaft / Jahr             | 1997    | 1998    | 1999    | 2000    | 2001    | 2002    | 2003    |
| -------------------------------- | ------- | ------- | ------- | ------- | ------- | ------- | ------- |
| Olympische Winterspiele          |         |         |         |         |         | 11.     |         |
| Weltmeisterschaften              |         |         | 10.     | 8.      | 9.      | 9.      | 8.      |
| Vier-Kontinente-Meisterschaften  |         |         | 3.      | 1.      | 2.      | 1.      | 3.      |
| US-amerikanische Meisterschaften | 5.      | 3.      | 1.      | 1.      | 1.      | 1.      | 1.      |
| Grand-Prix-Wettbewerb / Saison   | 1996/97 | 1997/98 | 1998/99 | 1999/00 | 2000/01 | 2001/02 | 2002/03 |
| Skate America                    |         | 6.      | 5.      | 3.      | 5.      |         |         |
| Skate Canada                     |         | 9.      |         |         |         |         |         |
| Cup of Russia                    |         |         | 5.      |         |         |         |         |
| Internationaux de France         |         |         |         | 5.      |         |         |         |